# Букин, Сергей Николаевич
Серге́й Никола́евич Бу́кин (15 декабря 1950, Выборг, Ленинградская область — 10 августа 2014, Москва) — советский и российский дипломат. Чрезвычайный и полномочный посол (2006).

## Биография
Окончил МГИМО (1973) и факультет повышения квалификации при Дипломатической академии МИД России (2002). Владел арабским, французским, английским языками.
На дипломатической работе с 1973 года.
- В 1973—1979 годах — сотрудник Посольства СССР в Египте.
- В 1988—1991 годах — сотрудник Посольства СССР в Ираке.
- В 1991—1993 годах — сотрудник Посольства СССР/России в Ливии.
- В 1993—1995 годах — заместитель директора Департамента Ближнего Востока и Северной Африки МИД России.
- С 23 августа 1996 по 26 декабря 2000 года — чрезвычайный и полномочный посол Российской Федерации в Ливии[2][3].
- С января 2001 по май 2004 года — заместитель директора Департамента Ближнего Востока и Северной Африки МИД России.
- С 7 мая 2004 по 1 октября 2010 года — чрезвычайный и полномочный посол Российской Федерации в Ливане[4][5].
- С 16 декабря 2010 по 10 августа 2014 года — заместитель директора Департамента Ближнего Востока и Северной Африки МИД России.

Умер 10 августа 2014 года в возрасте 63 лет после тяжёлой и продолжительной болезни. Похоронен в Московской области на Долгопрудненском центральном кладбище.

## Награды
- Медаль «В память 850-летия Москвы»[7].
- Почётный работник Министерства иностранных дел Российской Федерации.
- Орден Дружбы (8 июля 2011) — за большой вклад в реализацию внешнеполитического курса Российской Федерации и многолетнюю добросовестную работу[8].

## Дипломатический ранг
- Чрезвычайный и полномочный посланник 2 класса (23 августа 1996)[9].
- Чрезвычайный и полномочный посланник 1 класса (17 апреля 1998)[10].
- Чрезвычайный и полномочный посол (14 марта 2006)[11].